# Simenti
Simenti ist eine Hotelanlage im Nationalpark Niokolo-Koba in der Region Tambacounda im Senegal. Namensgeber ist ein kleiner See, an dem sie liegt. Nahe bei dem Hotel liegt der Flugplatz Simenti, durch den dieser Landesteil an das nationale Luftverkehrsnetz angeschlossen ist.

## Geographische Lage
Der Simenti-See, ungefähr 1400 Meter lang und rund 200 Meter breit, bedeckt eine Fläche von gut 30 Hektar in der von Galeriewäldern bedeckten nördlichen Uferterrasse des Gambia acht Kilometer stromabwärts und westlich der Einmündung des Niokolo Koba.
Die Hotelanlage wurde auf dem Landstreifen zwischen See und Fluss errichtet und liegt auf dem Gebiet der Communauté rurale Dialacoto im Département Tambacounda. Sie hat offenbar schon bessere Zeiten erlebt (Stand 2014). Daneben existiert in Simenti seit 2007 das Centre de Recherche de Primatologie Simenti als Feldstation des Deutschen Primatenzentrums. Simenti liegt etwa 90 Kilometer südsüdöstlich der Regionalpräfektur Tambacounda im westlichen Zentrum des Nationalparks.

## Verkehr
Abgesehen von dem Flugplatz ist Simenti auf dem Landweg über eine etwa 30 Kilometer lange Piste zu erreichen, die bei Dar Salam von der Nationalstraße N 7 nach Süden abzweigt und über Badi durch den Nationalpark führt.